# Demetriusz Angelos
Demetriusz Angelos – despota Tesaloniki w latach 1242 – 1244, syn Teodora Angelosa Dukasa Komnena.
Nieudolne rządy Demetriusza i jego rozpustne zachowanie doprowadziły do porozumienia niezadowolonych mieszkańców Tesaloniki z cesarzem Janem III Watatzesem. W grudniu 1246 roku wydali oni bez walki Tesalonikę cesarzowi. Demetriusz został uwięziony i wywieziony do Azji Mniejszej. Jego ojciec Teodor otrzymał posiadłości wokół Wodeny (Edessy). Tesalonika wcielona do Cesarstwa jako jej europejska prowincja otrzymała namiestnika Andronika Paleologa, ojca późniejszego cesarza Michała VIII Paleologa. Państwo Teodora Dukasa Komnena przestało istnieć.